# Friends: The Reunion
Friends: The Reunion, även känd som The One Where They Get Back Together, är en specialavsnitt av den amerikanska situationskomedin Vänner från 2021. Avsnittet producerades av seriens skapare, Marta Kauffman, David Crane samt Kevin S. Bright. Alla huvudrollsinnehavare från den ursprungliga serien medverkar, samt James Corden (som agerar värd för specialavsnittet). I avsnittet får huvudrollsinnehavarna återuppleva de olika platserna ur den ursprungliga serien (som de olika lägenheterna, Central Perk-kaféet och Friends-fontänen), träffar gästskådespelare från serien, samt läser och återuppspelar äldre avsnitt.
Avsnittet hade premiär den 27 maj 2021 på HBO.

## Produktion
Den 12 november 2019 meddelade Hollywood Reporter att Warner Bros. höll på att utveckla en återförening av Vänner för HBO Max där seriens originalskådespelare och skapare skulle medverka. Den 21 februari 2020 tillkännagav WarnerMedia att en oskriptad återförening av Vänner hade beställts med alla originalskådespelare och skapare från serien.
Avsnittet kommer att vara exekutivt producerat av showens medskapare, Kevin S. Bright, Marta Kauffman och David Crane, samt showens huvudpersoner, Jennifer Aniston, Courteney Cox, Lisa Kudrow, Matt LeBlanc, Matthew Perry och David Schwimmer. Ben Winston kommer att regissera och verkställa produktioner genom Fulwell 73. Warner Bros.Unscripted & Alternative Television är också inblandad i produktionen av avsnittet.

### Inspelning
Avsnittet filmades i Los Angeles i Kalifornien på Stage 24, även känd som "The Friends Stage" på Warner Bros. Studios där Vänner hade filmats sedan dess andra säsong. Inspelningen av återföreningen började i april 2021. Filminspelningen försenades två gånger, först i mars 2020, med det ursprungliga datumet den 23 mars 2020 och det andra i augusti 2020, båda på grund av COVID-19-pandemin.

## Rollista
|                       |
| Jennifer Aniston 2012 |

|                    |
| Courteney Cox 2009 |

|                  |
| Lisa Kudrow 2009 |

|                   |
| Matt LeBlanc 2013 |

|                    |
| Matthew Perry 2007 |

|                      |
| David Schwimmer 2011 |

### Huvudroller
- Jennifer Aniston
- Courteney Cox
- Lisa Kudrow
- Matt LeBlanc
- Matthew Perry
- David Schwimmer

### Gästskådespelare
- David Beckham
- Justin Bieber
- BTS
- James Corden
- Cindy Crawford
- Cara Delevingne
- Elliott Gould
- Kit Harington
- Lady Gaga
- Larry Hankin
- Mindy Kaling
- Thomas Lennon
- Christina Pickles
- Tom Selleck
- James Michael Tyler
- Maggie Wheeler
- Reese Witherspoon
- Malala Yousafzai
- Nicollette Sheridan